# Steinhausen-Haus
Das Steinhausen-Haus befindet sich im Frankfurter Westend in der Wolfsgangstraße 152, Frankfurt am Main.

## Zur Baugeschichte
Das Haus in der Frankfurter Wolfsgangstraße wurde 1885 von dem Architekten Simon Ravenstein als Wohnhaus für den Maler Wilhelm Steinhausen erbaut, der hier mit seiner Familie bis zu seinem Tod 1924 wohnte. Im Nebenhaus Nr. 150 – ebenfalls von Ravenstein erbaut – wohnte der Freund von Wilhelm Steinhausen Hans Thoma und dessen Familie. Beide Künstler hatten ein Atelier jeweils im 2. OG – des Lichtes wegen wie gewöhnlich nach Norden hin. Das Atelier Steinhausens ist erhalten, das von Hans Thoma wurde mittlerweile umgebaut.
Steinhausen, der sich für Astronomie interessierte, ließ sich auf dem Dach eine private Sternwarte bauen, die noch erhalten ist.

## Das Künstlerhaus der Steinhausens
Sowohl Wilhelm Steinhausen als auch seine älteste Tochter, Marie Paquet-Steinhausen nutzten das Ateliergeschoss ihres Wohnhauses für ihre Arbeiten und Studien. Wilhelm Steinhausen malte in Frankfurt Gebäude an und aus: Interieurs und Fassaden von Stadtvillen; 24 Szenen zu Frankfurter Größen im Bavaria-Gebäude, Schillerstr. 2–4, von 1884; die Aula des heutigen Heinrich-von-Gagern-Gymnasium, welche erhalten ist, während seine Ausmalungen der Frankfurter Lukaskirche im Zweiten Weltkrieg verbrannten. Steinhausen hatte zur Anfertigung der Bilder für die Lukaskirche ein zusätzliches Atelier im Frankfurter Städel, welches unter anderem eine große Sammlung von Werken Wilhelm Steinhausens besitzt. Ausgestellt sind dort derzeit zahlreiche kleine Landschaftsbilder von Steinhausen in Öl auf Holz (sogenannte Tagebuchblätter), während zahlreiche größere Bilder (einschließlich eines großen Selbstbildnisses und eines Bildnisses seiner Ehefrau) nicht ausgestellt sind.

## Das Steinhausenhaus-Museum

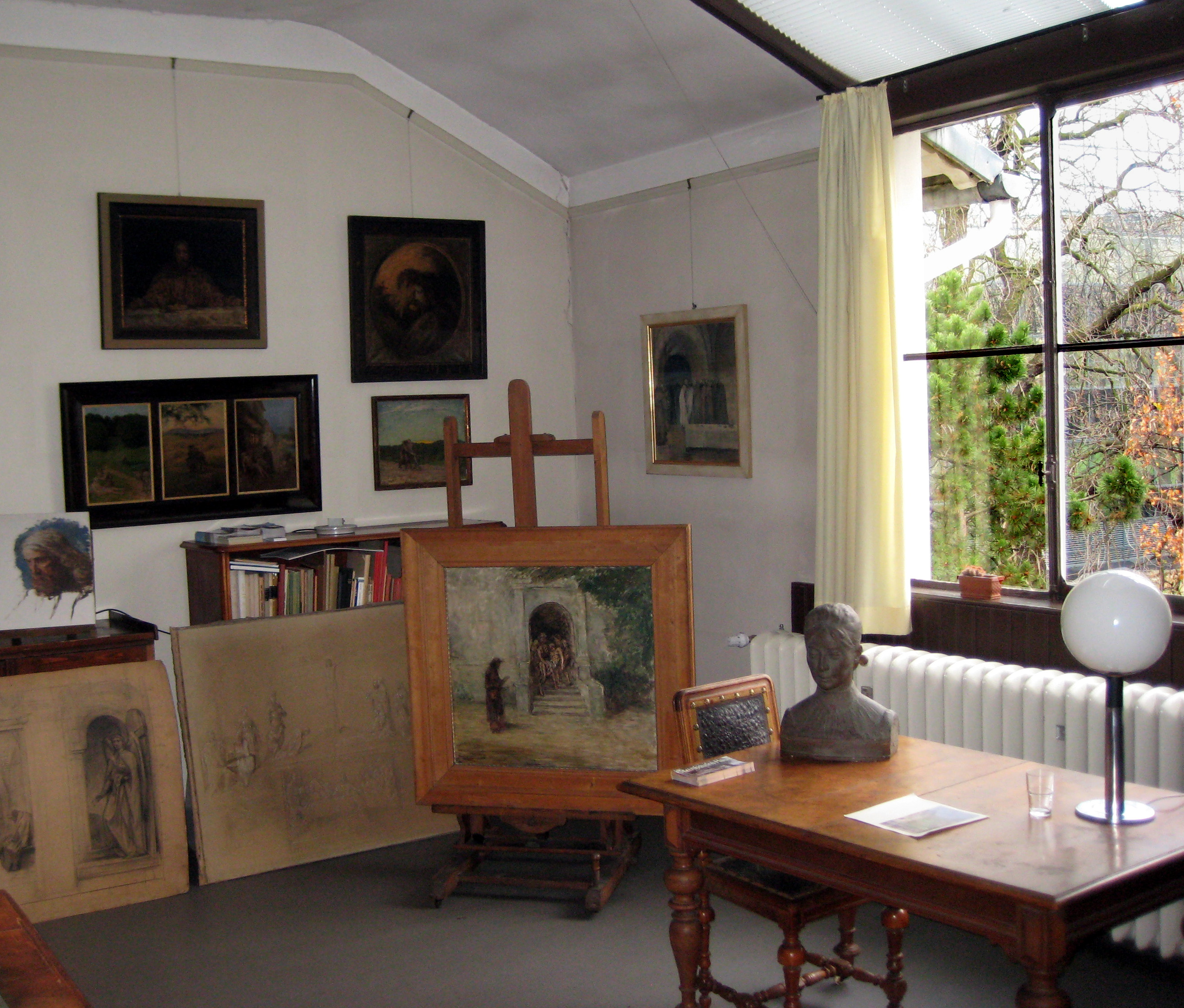
Atelier im 2. OG

Das Steinhausen-Haus hat den Bombenkrieg überstanden und ist heute zu zwei Dritteln im Besitz der Stadt Frankfurt. Es beherbergt seit 1987 das Wilhelm Steinhausen Museum mit zahlreichen Werken, Vorarbeiten, Skizzen, Entwurfszeichnungen, Briefen, Sekundärliteratur sowie dem original erhaltenen Atelier und einem Fresko.

## Die Steinhausen-Stiftung
Das Museum Steinhausen wird von der Steinhausen-Stiftung sowohl für Forschungszwecke als auch für Kunstliebhaber betreut und geöffnet. Am 9. Juni 2008 wurde die Stiftung anlässlich ihrer 30-Jahr-Feier in das Goldene Buch der Stiftungen in Frankfurt am Main eingetragen. Zur Feier im Frankfurter Römer erschienen zahlreiche Nachfahren der achtköpfigen Familie Wilhelm und Ida Steinhausens.